# Pro Archia Poeta
Pro Archia Poeta is een redevoering van Cicero die hij in 62 v.Chr hield. In deze speech verdedigt hij de Griekse dichter Aulus Licinius Archias die ervan was beschuldigd geen Romeins burger te zijn. Archias was een Griek maar heeft een tijd in Rome gewoond. Het is niet bekend hoe het na Cicero's rede met Archias is afgelopen. In 1333 herontdekte Petrarca de rede in Luik, vermoedelijk in de bibliotheek van de Sint-Jacobsabdij.

## Achtergrond
Archias rond 120 v.Chr. werd geboren in Antiochië. Rond 102 v.Chr. is hij naar Rome gekomen, waar hij als dichter gesteund werd door Romeins generaal en politicus Lucullus. Archias schreef gedichten over zijn militaire ondernemingen en Lucullus hielp Archias in 93 v.Chr. aan burgerschap in Heraclea, een kleine stad met Romeins burgerrecht. Archias heeft ook een woning gehad in Rome om volledig Romeins burgerschap te verkrijgen. In Rome was Archias mentor en leraar van Cicero.
Twee wetten kunnen Archias burgerschap hebben verleend. De Lex Iulia de Civitate Latinis Danda uit 90 v.Chr. gaf Romeins burgerschap aan alle burgers uit Italische municipia als ze niet tegen Rome hadden gestreden in de Bondgenotenoorlog. De Lex Plautia Papiria de Civitate Sociis Danda uit 89 v.Chr. gaf burgerrecht aan een individu dat: burger was van een stad die gelieerd was aan Rome; een vast verblijf in Rome had; en zichzelf had gemeld bij een praetor in de eerste zestig dagen nadat de wet was doorgevoerd.

## De vervolging en verdediging
Archias is waarschijnlijk aangeklaagd voor het overtreden van de Lex Papia de Peregrinis. Deze wet uit 65 v.Chr. bestrafte vals burgerschap van buitenlanders met verdrijving uit Rome. Cicero sprak tijdens de rechtszaak ter verdediging van Archias.
De aanklagers beschuldigden Archias omdat er geen bewijs was van Archias' burgerschap in Heraclea; Archias geen vast verblijf in Rome had; de lijsten van de praetors uit 89 v.Chr., waar Archias’ naam wel op staat, niet betrouwbaar waren; en omdat Archias niet op de Romeinse census stond.
Cicero bracht daar ter verdediging tegenin dat de documenten van Heraclea inderdaad niet meer bestonden nadat ze waren verwoest tijdens de Bondgenotenoorlog. Getuigen uit Heraclea verklaarden dat Archias inderdaad een burger van Heraclea was. Cicero zegt ook dat Archias een vast verblijf in Rome zou hebben gehad; dat hij op de lijst van Metellus stond, die erg betrouwbaar was; en dat Archias niet op de census stond omdat hij toen op veldtocht was met Lucullus.

## Structuur van de speech
De speech volgt een gebruikelijke indeling:
- Exordium 1-41
- Narratio 42-89
- Refutatio 90-143
- Confirmatio 144-375
- Peroratio 376-397

### Exordiumofwel de introductie
In de opening van de speech benadrukt Cicero zijn sterke kwaliteiten zoals zijn talent, ervaring en strategie. Tevens vraagt Cicero de juryleden om zijn ‘nieuwe wijze van spreken’ te accepteren. Dit komt met name naar voren in de confirmatio waarin Cicero uitweidt over de voordelen van literatuur. Dit is relevant volgens Cicero omdat Archias een poëet was.

### Narratioofwel de beschrijving van de zaak
In de narratio vertelt Cicero het verhaal van Archias in vogelvlucht. Na het reizen door Azië en Griekenland komt Archias aan in Rome. Daar wordt hij gesteund door Lucullus. Dankzij Lucullus wordt Archias burger van Heraclea. Cicero vermeldt hierbij dat Archias burgerschap heeft gekregen dankzij de Lex Plautia Papiria de Civitate Danda uit 89 v.Chr.

### Refutatioofwel de weerlegging van de aanklachten
Er worden vier punten gemaakt tegen Archias: er was geen bewijs van Archias’ burgerschap in Heraclea; Archias geen vast verblijf in Rome had; de lijsten van de praetors uit 89 v.Chr., waar Archias’ naam wel op staat, niet betrouwbaar zijn; en omdat Archias niet op de Romeinse census staat. Cicero weerlegt deze aanklachten door getuigen te presenteren die zeggen dat Archias wel degelijk burger van Heraclea was; door te zeggen dat hij wel een verblijf in Rome had; en dat de lijst van Metellus wel betrouwbaar was omdat deze ook gecontroleerd was door Lentulus; en hij stelt dat Archias’ naam ontbreek op de census omdat hij toen met Lucullus op campagne was. Tevens zegt Cicero over de bewijslast:
Est ridiculum ad ea, quae habemus, nihil dicere, quaerere quae habere non possumus, et de hominum memoria tacere, litterarum memoriam flagitare, et, cum habeas amplissimi viri religionem, integerrimi municipii ius iurandum fidemque, ea, quae depravari nullo modo possunt, repudiare, tabulas, quas idem dicis solere corrumpi, desiderare. (Cic. Arch. 8)

“Het is belachelijk om niet te zeggen over de dingen die we hebben, te vragen naar de dingen die we niet kunnen hebben, en over de herinnering van mensen te zwijgen, geschreven bewijs te eisen, en om, wanneer je de belofte van een zeer nobele man, de eed en het vertrouwen van een zeer respectabele vestingstad, die dingen, die niet kunnen worden gecorrumpeerd, af te wijzen, die dingen te eisen waarvan je zelf zegt dat ze vaak gecorrumpeerd zijn.”

### Confirmatioofwel Cicero's pleidooi
Na zijn korte weerlegging van de aanklachten wil Cicero antwoord geven op de vraag waarom hij zoveel opheeft met Archias.
In zijn argument benoemt Cicero de voordelen van literatuur, de waarde van poëten en de relatie van poëten met de staat. Hij noemt drie voordelen van literatuur. Zo biedt literatuur een verfrissing van de geest, het heeft een ontspannende functie. Daarnaast biedt literatuur Cicero voorbeelden en inspiratie voor zijn dagelijkse speeches, het verbetert dan ook zijn spreekvaardigheden. Tot slot bevat literatuur morele lessen en voorbeelden om over na te denken en om na te leven. Volgens Cicero hebben poëten een goddelijk gift. Literatuur bezingt de prestaties van mensen.

Het echte antwoord op de vraag waarom Cicero zoveel opheeft met Archias lijkt pas te worden beantwoord in het volgende fragment.
Nam quas res nos in consulatu nostro vobiscum simul pro salute huius urbis atque imperii et pro vita civium proque universa re publica gessimus, attigit hic versibus atque inchoavit: quibus auditis, quod mihi magna res et iucunda visa est, hunc ad perficiendum adhortatus sum. (Cic. Arch. 28)

“Want deze man heeft de taak opgenomen mijn daden die ik had opgenomen mijn consulaat met jullie zowel voor het welzijn van deze stad en dit rijk als voor het leven van de burgers en de hele Republiek: nadat ik dit had gehoord, omdat het me een groot werk en aangenaam werk scheen, heb ik hem aangespoord dit af te maken."

### Peroratioofwel de afsluiting
Cicero sluit af met een laatste verzoek aan de jury. Hij herhaalt nogmaals zijn exordium waarin hij zijn ‘nieuwe wijze van spreken’ aankondigde en verwacht dat de jury dit goed heeft ontvangen.